# 13325 Valérienataf
13325 Valérienataf là một tiểu hành tinh vành đai chính với chu kỳ quỹ đạo là 1819.3133760 ngày (4.98 năm).
Nó được phát hiện ngày 18 tháng 9 năm 1998.